# آلن تورینگ
آلن ماتیسون تورینگ (به انگلیسی: Alan Mathison Turing) ‏(۲۳ ژوئن ۱۹۱۲ – ۷ ژوئن ۱۹۵۴) ریاضی‌دان، دانشمند رایانه، منطقدان، فیلسوف، زیست-ریاضی‌دان و رمزنگار انگلیسی بود.
تورینگ را پدر علوم کامپیوتر و هوش مصنوعی می‌دانند و مهم‌ترین جایزهٔ علمی رایانه به‌افتخارش، جایزهٔ تورینگ نام گرفته است. او دارای نشان ویژهٔ سلطنتی انگلستان و عضو پیوستهٔ کالج سلطنتی بود.
تورینگ به‌کمک ماشین تورینگ، فرمول‌بندی مؤثری برای الگوریتمها و محاسبات کرد و با پیش‌نهادن آزمایش تورینگ، سهم به‌سزایی در هوش مصنوعی داشت:
آیا می‌توان روزی گفت: «ماشین هوشیار است و می‌تواند فکر کند؟»
او سپس در آزمایشگاه ملی فیزیک در انگلستان به کار پرداخت و یکی از نخستین برنامه‌های ذخیره‌شونده در کامپیوتر را پیش نهاد، هرچند پیاده نشد. در ۱۹۴۸، به دانشگاه منچستر رفت تا روی «منچستر مارک ۱» کار کند که نخستین کامپیوتر واقعی دنیا بود.
در جنگ جهانی دوم تورینگ در بِلِچلی پارک (مرکز کدشکنی انگلستان) مشغول و برای مدتی مسئول بخش تحلیل رمزهای به‌کاررفته از سوی نیروی دریایی آلمان بود. او چند روش برای شکستن رمزهای آلمان‌ها ابداع کرد؛ از جمله روش الکترومکانیکی که می‌توانست تنظیمات ماشین انیگما را پیدا کند.
در ۱۹۵۰، در مقاله‌ای، معیاری برای هوشمندی یک رایانه پیش نهاد که به آزمایش تورینگ معروف شد:
بهترین معیار برای هوشمند شمردن یک ماشین این است که بتواند انسانی را از راه یک پایانه «تله تایپ» طوری فریب دهد که او باور کند که با یک انسان روبروست.
تا به حال، هیچ برنامه‌ای در این آزمون موفق نشده است.
او با معرفی ماشین تورینگ، یک مدل ریاضی برای تحلیل توانایی‌های ذاتی الگوریتم‌ها بنیان گذاشت. برای همین، ماشین تورینگ یکی از عناصر اصلی در نظریه محاسبات و نظریه پیچیدگی محاسباتی است.
در ۱۵ ژوئیه ۲۰۱۹ بانک مرکزی انگلیس اعلام کرد که تصویر تورینگ تا پایان ۲۰۲۱ روی اسکناس پنجاه پوندی نقش خواهد بست.

## کودکی و جوانی
پدر تورینگ، جولیوس ماتیسون تورینگ، پیش‌از تولد آلن، مدتی در هند کار می‌کرد. او و مادرش، سارا (۱۹۷۶–۱۸۸۱، دختر ادوارد والتر ستونی، مهندس ارشد راه‌آهن مَدرَس، می‌خواستند آلن در انگلستان بزرگ شود؛ برای همین، به لندن بزرگ برگشتند و آلن، ۲۳ ژون ۱۹۱۲ در لندن زاده شد. او یک برادر بزرگ‌تر به نام جان داشت. در طول کودکی تورینگ، پدر و مادرش، میان انگلستان و هند در سفر بودند و فرزندانشان را نزد دوستان در انگلیس می‌گذاشتند.
از همان کودکی، نبوغ در آلن هویدا بود. پدر و مادرش او را در شش سالگی در مدرسه سِینت مایکل ثبت‌نام کردند. مدیر مدرسه و معلمان، زود به نبوغش پی بردند. ۱۹۲۶، در ۱۴ سالگی، به مدرسهٔ شربورن در دورسِت رفت. روز اول او در ترم جدید با «اعتصاب عمومی» در انگلستان هم‌زمان شد اما او چنان مصمم بود که در نخستین روز حاضر باشد که به‌تنهایی ۹۷ کیلومتر (۶۰ مایل) از ساوت‌همپتون تا مدرسه را با دوچرخه پیمود و شب را در مسافرخانه سر کرد.

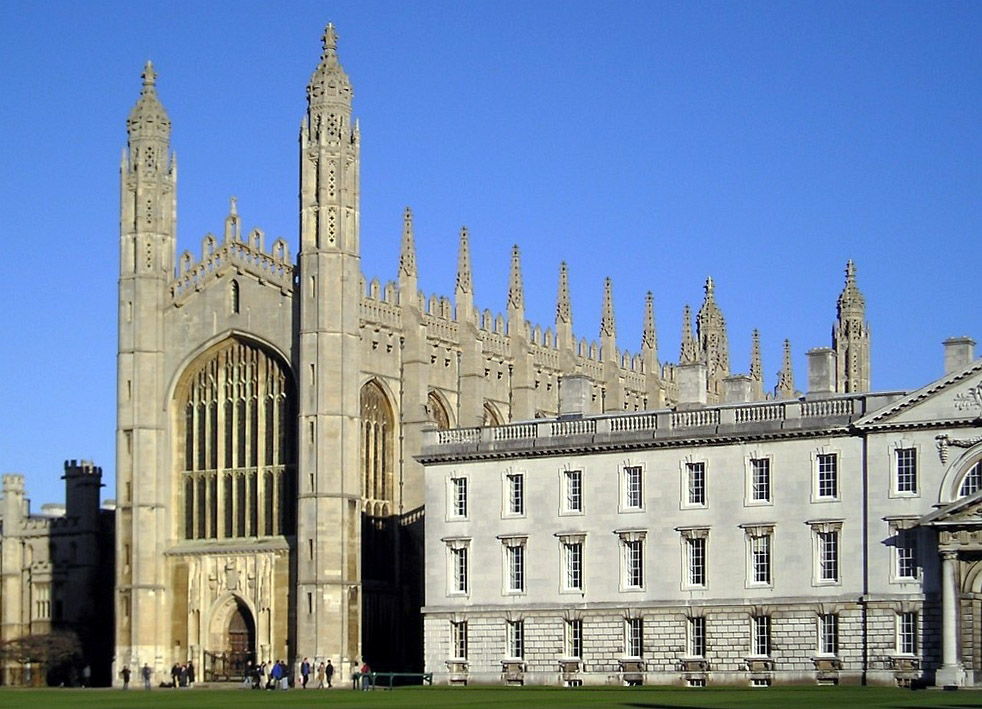
اتاق کامپیوترکالج کینگ، کمبریج به نام تورینگ نامگذاری شده است، شخصی که در ۱۹۳۱ دانشجوی آنجا شد.

تمایل تورینگ به ریاضیات و علم برایش احترامی نزد. برخی استادان شربورن که مدرسه‌ای معروف و گران دولتی بود نداشت؛ چرا که آنها بیشتر به مسائل و مباحث کلاسیک اهمیت می‌دادند.
مدیر مدرسه برای پدر و مادرش نوشت: «امیدوارم او از اینجا مانده و از آن‌جا رانده نشود. اگر می‌خواهد در یک مدرسهٔ دولتی بماند، باید تلاش کند تحصیل‌کرده شود و اگر می‌خواهد تنها یک دانشمند شود، وقتش را در یک مدرسهٔ دولتی تلف می‌کند.»
با این حال، تورینگ توانایی‌اش را در زمینه‌های موردعلاقه‌اش به خوبی نشان می‌داد؛ با حل مسایل پیچیده در ۱۹۲۷، بی اینکه حتی حساب دیفرانسیل مقدماتی خوانده باشد.
در ۱۹۲۸، تورینگ در ۱۶ سالگی با کار آلبرت اینشتین آشنا شد. نه تنها آن را کامل فهمید، بلکه شک اینشتین در قانون‌های حرکت نیوتن را در متنی که فهمیدنش آسان نبود، پیش‌بینی کرد.
امیدها و تلاش‌های تورینگ در دوستی نزدیک با دانشجوی بزرگ‌تر از خودش، کریستوفر مورکوم، افزایش یافت. مورکوم ناگهان چند هفته پس‌از آغاز ترم پایانی در شربورن، در اثر سل گاوی درگذشت. بر این اثر ایمان دینی تورینگ از میان رفت. او پذیرفت که هر پدیده‌ای که به کار مغز انسان مربوط می‌شود، باید این دنیایی (مادی) باشد.

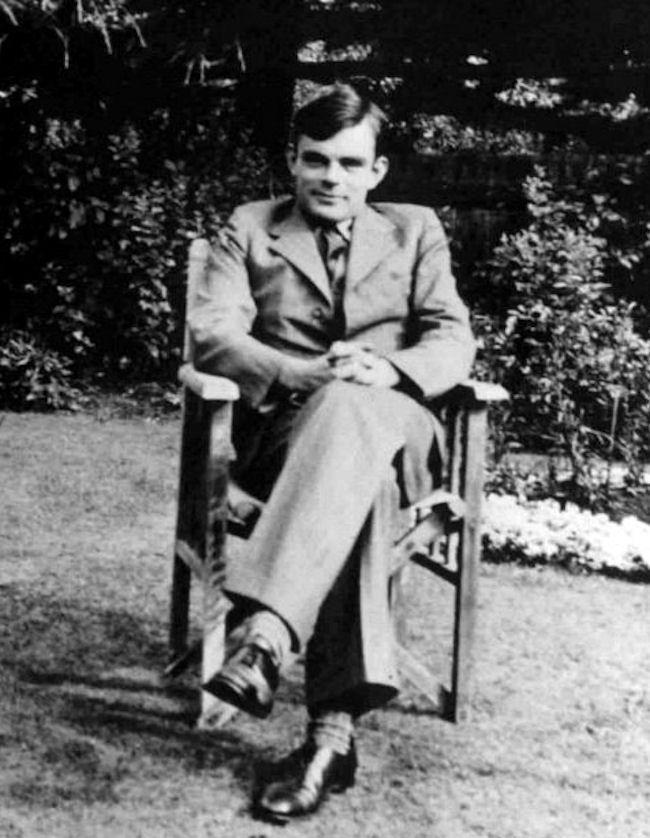
تورینگ، ۱۹۳۸

## دانشگاه و کار روی شمارش‌پذیری
تمایل تورینگ به ریاضیات و علوم کامپیوتر و تمرکز روی کارهایش، باعث شد به کار آکادمیک در دانشگاه کم‌توجه باشد. در نتیجه، نتوانست بورس تحصیلی ترینیتی کالج، کمبریج بگیرد، و به دانشگاه دیگری که گزینه دومش بود، کینگز کالج، کمبریج رفت. او، ۱۹۳۱–۱۹۳۴، آنجا به تحصیل پرداخت و ۱۹۳۵، به‌سبب مقاله‌اش دربارهٔ قضیهٔ حد مرکزی، عضو آنجا شد.
در مقالهٔ به‌یادماندنی «دربارهٔ اعداد شمارا، با استفاده از اِنت‌شایدونگس‌پِرابلِم (به آلمانی: Entscheidungsproblem، مسئله تصمیم‌گیری)»، ۲۸ می۱۹۳۶، تورینگ نتایج ۱۹۳۱ کورت گودل را دربارهٔ محدودیت‌های اثبات و محاسبات، دوباره فرمول‌بندی کرد و زبان ریاضی‌محور گودل را با چیزی که امروزه ماشین تورینگ نامیده می‌شود، جایگزین کرد. او ثابت کرد که چنین ماشینی می‌تواند هر مسئلهٔ ریاضی را که بتوان آن را با الگوریتم بیان کرد، حل کند؛ حتی اگر در عمل، هیچ ماشین تورینگ در اثر سرعت کم، نسبت به جایگزین‌های مناسب آن، نباشد.
تا امروز ماشین‌های تورینگ، موضوع اصلی تحقیقات در تئوری محاسبات بوده‌اند. تورینگ برای اثبات این که اِنت‌شایدونگس‌پِرابلِم هیچ راه‌حلی ندارد، ابتدا نشان داد که مسئله توقف (به انگلیسی: Halting Problem) ماشین تورینگ قابل حل نیست: مشخص نیست که ماشین تورینگ، کی متوقف می‌شود.
کار تورینگ، به‌سبب انتشار اثبات او پس از اثبات آلونزو چرچ در جبر لاندا، قابل درک و پذیرفتنی است. همچنین مفهوم «ماشین جامع (تورینگ)» و این ایده که چنین ماشینی می‌تواند کار هر ماشین دیگر را انجام دهد، بسیار نوآورانه است. این مقاله همچنین اعداد تعریف‌پذیر را نیز معرفی می‌کند.
تورینگ، بیشتر ۱۹۳۸ و ۱۹۳۷ را در دانشگاه پرینستون، با مطالعه زیرنظر آلونزو چرچ گذراند و ۱۹۳۸ از پرینستون دکترا گرفت. تز او دربارهٔ محاسبه نسبی بود که ماشین‌های تورینگ را به ماشین اوراکل می‌افزود که می‌توان با آن مسایلی را بررسی کرد که ماشین تورینگ نمی‌تواند. با بازگشت به کمبریج، ۱۹۳۹، او در سخنرانی‌های لودویگ ویتگنشتاین دربارهٔ اساس ریاضیات شرکت کرد. جایی که این دو با یکدیگر بحث و مخالفت می‌کردند و تورینگ از ظاهرگرایی دفاع می‌کرد و ویتگنشتاین معتقد بود که ریاضیات هیچ حقیقت مطلقی را کشف نمی‌کند.

## تجزیه و تحلیل رمز

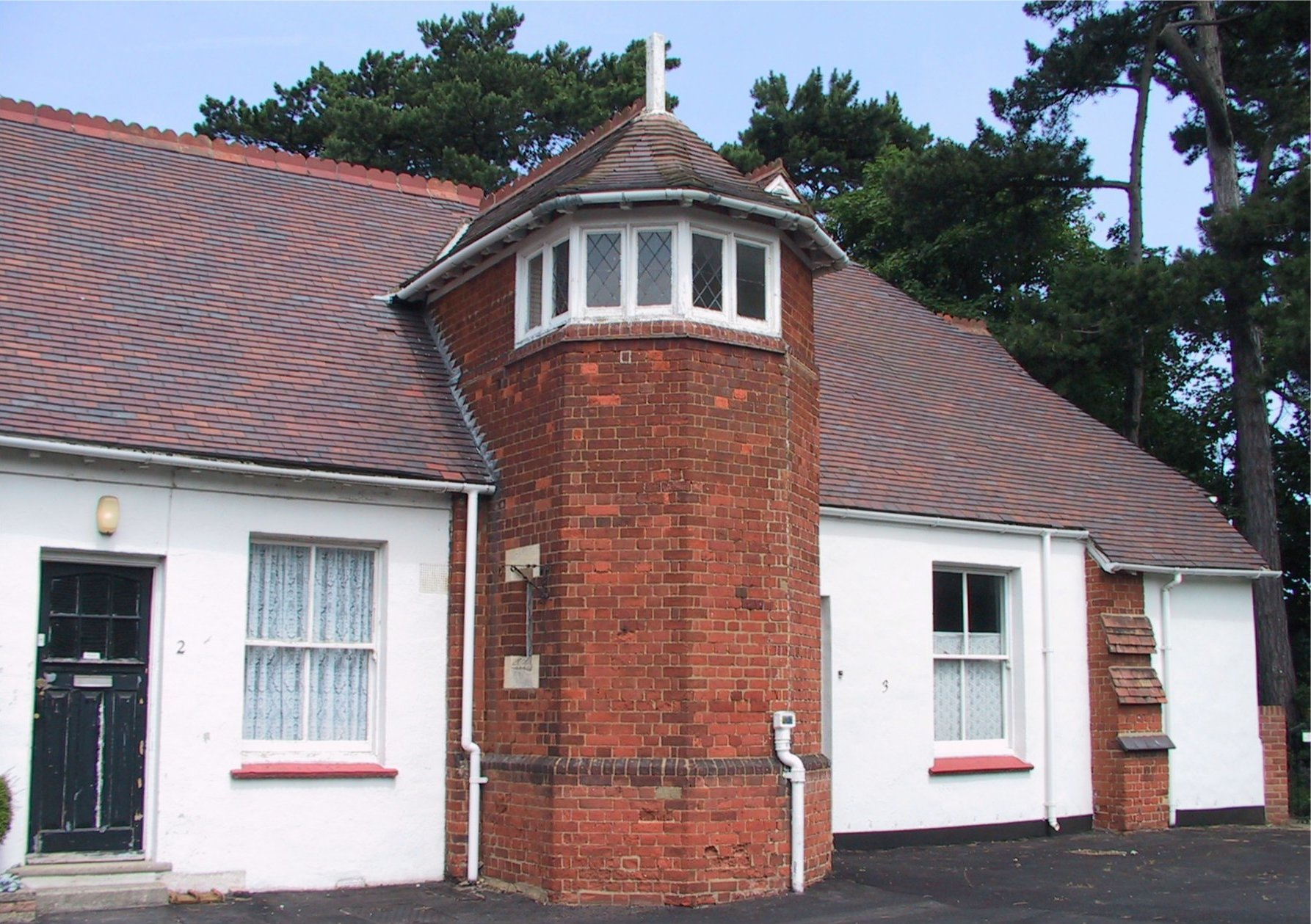
دو کلبه در پلچلی پارک که تورینگ در سال‌های ۱۹۳۹–۱۹۴۰ در آنجا کار می‌کرد، تا زمانی که به هات ۸ رفت.

در جنگ جهانی دوم، تورینگ یکی از افراد اصلی در بِلِچلی پارک برای شکستن رمزهای آلمان‌ها بود. بر پایه کارهای پیش از جنگ در لهستان در تجزیه و تحلیل رمز از سوی ماریان رِیـِفسکی، یژی روژیتسکی و هنریک زیگالسکی، تورینگ روش‌هایی برای شکستن رمز ماشین انیگما و لورنتس اس زد ۴۲/۴۰ (دستگاهی که انگلیسی‌ها تونی می‌نامیدند) پیدا کرد. او آن زمان رئیس هات ۸، بخشی که وظیفه داشت رمزهای نیروی دریایی آلمان‌ها را بشکند، بود.
از ۱۹۳۸، تورینگ برای مرکز رمز دولت (سازمان رمزشکنی انگلستان) کار می‌کرد. او روی رمزشکنی ماشین انیگمای آلمان‌ها کار می‌کرد و همکار دیلی ناکس، رمزشکن رده‌بالای سازمان بود.
در ۴ سپتامبر ۱۹۳۹، یک روز پس‌از آنکه انگلستان علیه آلمان اعلام جنگ کرد، تورینگ بلچلی پارک را به عنوان مرکز جنگی سازمان گزارش کرد.

## بامب: تورینگ-ولچمن

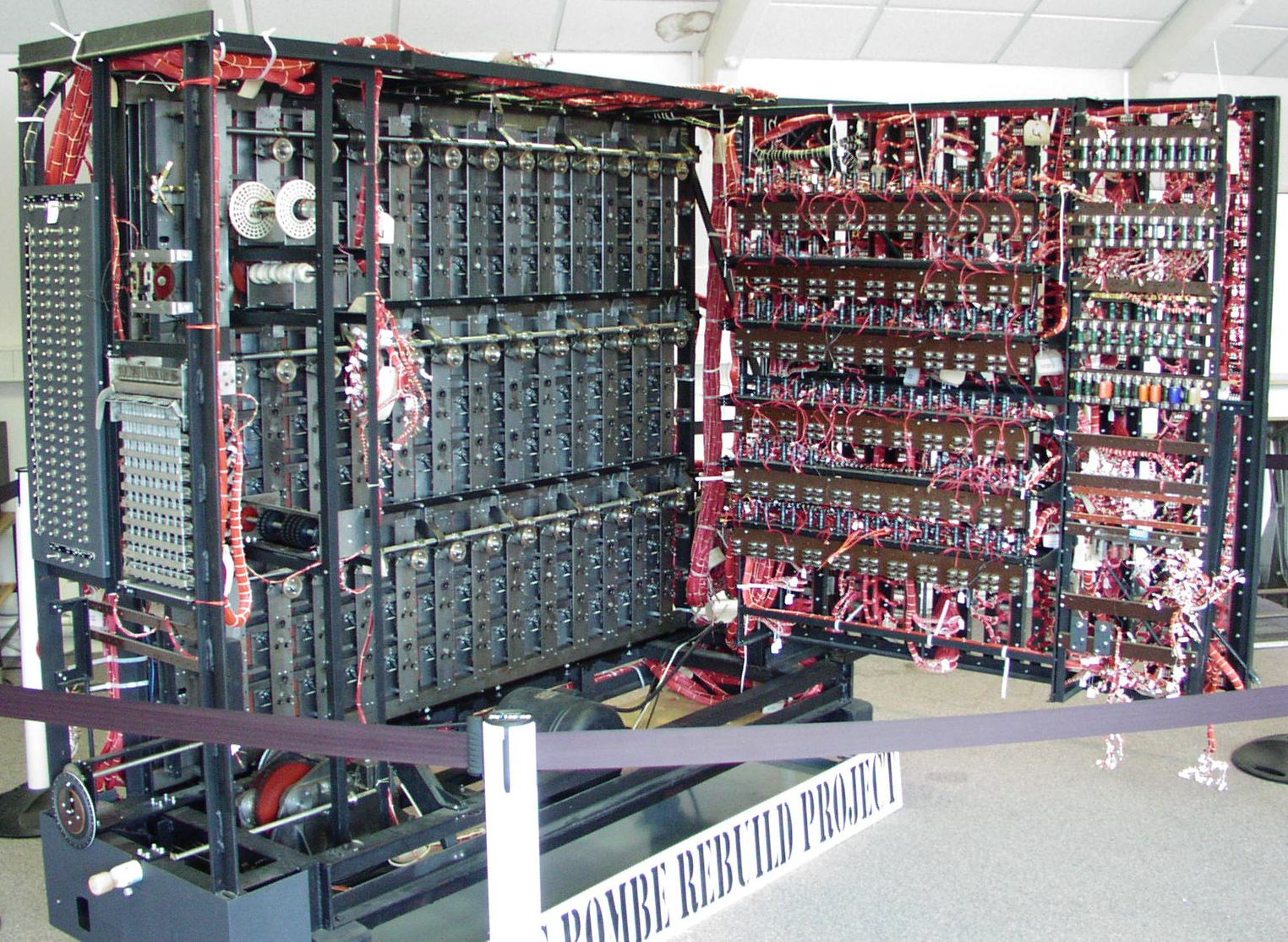
نمایی از ماشین بامب

در نخستین هفته‌های آمدن به بلچلی پارک، تورینگ ماشینی الکترومکانیکی به‌نام بامب (به انگلیسی: Bombe) طراحی کرد که رمزهای انیگما را زودتر از روش لهستانی‌ها در ۱۹۳۲ می‌شکست.
بامب، با بهینه‌سازی گوردون ولچمن، دستگاه اصلی و مکانیزه رمزشکنی پیام‌های رمز شده با انیگما شد. جک گود، رمزشکنی که آن زمان در بلچلی پارک کار می‌کرد، بعدها گفت:

بزرگ‌ترین کار تورینگ، به باور من، شرکت در ساخت بامب، ماشین رمزشکن، بود. او ایده‌ای عملی داشت، در واقع قضیه‌ای در منطق، که البته در نظر عوام بی‌معنی است؛ اینکه از تناقض، می‌توان هر چیزی نتیجه گرفت.

بامب دنبال تنظیمات احتمالاً درستی می‌گشت که ممکن بود در پیام انیگما به‌کار رفته باشد و از یک کریب (بخشی از پیام اولیه محتمل) مناسب استفاده می‌کرد. برای هر تنظیم ممکن روتور (روی‌هم‌رفته،{\displaystyle 10^{19}} حالت ممکن، یا {\displaystyle 10^{22}} حالت ممکن برای مدل انیگمای چهار-روتوره، در مقایسه با انیگمای معمولی سه-روتوره)، بامب یک سری استقراء منطقی، که الکتریکی پیاده می‌شدند، انجام می‌داد. هنگامی که ناهم‌خوانی روی می‌داد، بامب آن را آشکار می‌کرد، آن تنظیم را کنار می‌گذاشت و سراغ بعدی می‌رفت. بدین ترتیب، اغلب تنظیم‌ها ناهم‌خوان بودند و کنار گذاشته می‌شدند، و تنها شمار اندکی تنظیم برای بررسی دقیق‌تر باقی می‌ماند.
بامب، نخستین بار، ۱۸ مارس ۱۹۴۰ نصب و راه‌انداخته‌شد. تا پایان جنگ جهانی، بیش از دویست بامب شدند.

## هات ۸ و انیگمای نیروی دریایی آلمان
تورینگ تصمیم گرفت با مشکلِ به‌ویژه‌دشوارِ ماشین رمز انیگمای نیروی دریایی آلمان مقابله کند؛ «زیرا هیچ‌کس دیگری کاری برایش نمی‌کرد و من می‌توانستم خودم به آن بپردازم.» در دسامبر ۱۹۳۹، تورینگ بخش اساسی مشکل سیستم نشان‌گر نیروی دریایی المان را حل کرد که پیچیده‌تر از سیستم‌های نشان‌گر دیگر بود.
تورینگ همچنین تکنیک محاسباتی «بانبوریسموس» (Banburismus) را نیز ابداع کرد که در رمزشکنی انیگمای نیروی دریایی آلمان کاربرد داشت. بانبوریسموس روتورهای خاصی از انیگما را حذف می‌کرد تا سرعت بامب را افزایش دهد.
۱۹۴۲، تورینگ تکنیکی به‌نام «تورینگِری» یا به‌طنز، «تورینگیسموس»، برای رمزشکنی رمز لورنتس (Lorentz cipher) که در ماشین رمز جدید آلمان‌ها، «گِهایم‌شِرایبِر» (به آلمانی: Geheimschreiber، رمزنویس) به کار می‌رفت، ابداع کرد.
او همچنین گروه «تانی» (Tunny) را به تامی فلاورز معرفی کرد که زیر نظر ماکس نیومن، ساخت کامپیوتر کُولوسوس (Colossus)، نخستین کامپیوتر دیجیتال برنامه‌ریزی‌شونده جهان را دنبال می‌کرد تا جایگزین ماشین‌های ساده‌تر گذشته (شامل هیت رابینسون) شود که سرعت عالی آن اجازه می‌داد که تکنیک «جست‌وجوی فراگیر» رمزهایی که روزانه تغییر می‌کردند را بررسی کند. تصور نادرست رایج این است که تورینگ یکی از مهره‌های کلیدی ساخت کامپیوتر کولوسوس بود که این‌گونه نبود.
تورینگ، نوامبر ۱۹۴۲ به ایالات متحده رفت و روی انیگمای نیروی دریایی آلمان و تحلیل رمز نیروی دریایی آمریکا و ساخت بامب در واشینگتن کار کرد. او همچنین به «آزمایشگاه بل» در ساخت وسایل امن صحبت، کمک کرد. او در مارس ۱۹۴۳ به بلچلی پارک بازگشت. در نبود او، «هاف الکساندر» رئیس تیم هات ۸ شده بود. با توجه به علاقهٔ کم تورینگ در پیگیری مسائل روزانهٔ مرکز، او به عنوان مشاور به کار پرداخت.
در اواخر جنگ جهانی دوم، در حالی که الکترونیک می‌آموخت، به کمک مهندس «دونالد بیلی»، ماشین «دِلایلا» (Delilah) را برای برقراری تماس‌های مطمئن طراحی کرد اما ناتوانی آن در برقراری تماس‌های دوربرد و تکمیل دیرهنگام آن باعث شد تا دیگر در جنگ استفاده نشود. با آنکه تورینگ بخشی از سخنرانی چرچیل را رمزگذاری و رمزگشایی کرد، از آن دستگاه استفاده نشد.
۱۹۴۵، تورینگ به‌پاس خدمات ارزنده‌اش در جنگ، نشان امپراتوری بریتانیا گرفت؛ با این حال، کار او تا مدت‌ها سری بود. زندگی‌نامه او که مدت کوتاهی پس از مرگش در «رویال سوسایتی» چاپ شد، این بود:

سه مقالهٔ قابل ملاحظه که در سه زمینه ریاضی و پیش از جنگ نوشته‌شده، کیفیت کاری را که او در زمان‌های بحرانی روی یک موضوع مشخص انجام می‌داد، بیان می‌کند. برای کارش در سازمان خارجه، نشان امپراتوری بریتانیا دریافت کرد.

## کامپیوترهای اولیه و آزمون تورینگ
از ۱۹۴۵ تا ۱۹۴۷، تورینگ در آزمایشگاه ملی فیزیک، روی طراحی ماشین محاسبهٔ خودکار کار می‌کرد. او، ۱۹ فوریه ۱۹۴۶ مقاله‌ای منتشر کرد که نخستین طرح کامپیوتر برنامه‌ریزی‌شونده در انگلستان بود. بااین‌که او در این طرح موفق بود، آغاز پروژه دچار تأخیر شد و او علاقه‌اش به ادامه کار را از دست داد.
اواخر ۱۹۴۷ به کمبریج بازگشت. زمانی که او در کمبریج بود، پروژهٔ سابق او در نبودش کامل شد، و نخستین برنامه‌اش را ۱۰ می ۱۹۵۰ اجرا کرد.
۱۹۴۸، او با دپارتمان ریاضی و آزمایشگاه محاسبات دانشگاه منچستر همکاری کرد و روی نرم‌افزار یکی از نخستین کامپیوترهای جهان، «منچستر مارک ۱»، کار کرد.
او به کار روی مفاهیم تجریدی (یا انتزاعی، به انگلیسی: abstract) ادامه داد و ۱۹۵۰، هوش مصنوعی و آزمونی را که امروزه آزمون تورینگ نامیده می‌شود. برای انتساب تفکر به ماشین‌ها، در مقاله‌ای پیش کشید. تورینگ مقاله‌اش را با این پرسش آغاز کرد که «آیا ماشین‌ها می‌توانند فکر کنند؟» سپس گفت که برای پاسخ دادن به این پرسش باید ابتدا تفکر و ماشین را تعریف کرد. در آن مقاله، ماشین، تحقق‌یافته ماشین‌های محاسباتی خودکار (شبیه رایانه‌های امروزی) بود. از دیدگاه تورینگ، تفکر نیاز به تعریف نداشت و بنابراین پیشنهاد کرد که به جای «آیا ماشین‌ها می‌توانند فکر کنند؟» پرسش دیگری پیش کشید: «آیا ماشین‌ها می‌توانند از بازی تقلید سربلند بیرون آیند؟»
بازی تقلید، بازی‌ای است که سه شرکت‌کننده دارد؛ یک مرد، یک زن و سومی که تورینگ او را بازجو نامید. مرد یا زن بودن دو شرکت‌کننده از بازجو پنهان است و او تنها می‌تواند چیزهایی از آن‌ها بپرسد و پاسخ بگیرد. دو شرکت‌کننده هم جدا هستند و از پرسش‌های بازجو و پاسخ دیگری خبر ندارند. هدف بازی، تشخیص جنسیت دو شرکت‌کننده از سوی بازجوست. یکی از شرکت‌کنندگان (مثلا زن) تلاش می‌کند بازجو را به اشتباه بیندازد (وانمود کند که مرد است) و شرکت‌کننده دیگر تلاش می‌کند به بازجو کمک کند.
پیشنهاد تورینگ این است که اگر شرکت‌کننده‌ای که می‌خواهد بازجو را فریب دهد، با یک رایانه جایگزین شود و کارش را طوری انجام دهد که بازجو (به‌اشتباه) به او جنسیت دیگری را نسبت دهد، رایانه در بازی تقلید موفق شده است و انتساب هوشمندی به آن موجه است. البته در ادبیات فلسفی امروزه، مسئله از صرف تقلید جنسیت مخالف دیگر شرکت‌کننده به تقلید انسان بودن مبدل شده است. به‌طور خلاصه، گفته می‌شود مطابق آزمون تورینگ برای اسناد هوشمندی اگر بازجوی انسانی نتواند دست رایانه‌ای را که با آن در مکالمه است، رو کند و به اشتباه تشخیص دهد که این ماشین انسان است؛ باید گفت این ماشین هوشمند است. تورینگ حدس زده است که در فاصله‌ای حدود ۵۰ سال یعنی ابتدای هزاره جدید ماشین‌هایی پیدا شوند که آزمون تورینگ را با موفقیت پشت سر بگذارند.
۱۹۴۸، تورینگ و «دی جی چمپرنون»، شروع به نوشتن برنامهٔ شطرنج کردند که تا آن زمان نبود. ۱۹۵۲، از آنجا که کامپیوتری به‌اندازه کافی قوی نداشتند، تورینگ کامپیوتری را شبیه‌سازی کرد که برای هر حرکت، به نیم‌ساعت زمان نیاز داشت. برنامه در برابر «الیک گلنی» همکار تورینگ شکست خورد اما گفته می‌شود که در مقابل همسر چمپرنون پیروز شد.

## شکل‌گیری الگو و زیست‌شناسی ریاضیاتی
تورینگ از ۱۹۵۲ تا زمان مرگش در ۱۹۵۴، روی زیست‌شناسی ریاضیاتی کار می‌کرد، به‌ویژه ریخت‌زایی. او ۱۹۵۲، یک مقاله با موضوع «اساس شیمیایی ریخت‌زایی» منتشر کرد.
علاقه اصلی او، درک الگوی اعداد فیبوناچی در ساختار گیاهان بود. او «معادلات عکس العمل-انتشار» را به‌کار برد که امروزه موضوع اصلی شکل‌گیری الگو (به انگلیسی: Pattern formation) است. مقالات بعدی او، تا ۱۹۹۲ چاپ نشد.

## نامزدی، همجنس‌گرایی و مرگ
در ۱۹۴۱، تورینگ به جوآن کلارک، همکارش، ریاضی‌دان و تحلیل‌گر رمز در تیم هات ۸، پیشنهاد ازدواج داد اما نامزدی آنها دیری نپایید. تورینگ پس از اعتراف به همجنس‌گرایی‌اش نزد او که چندان هم از آن آزرده نشده بود، تصمیم گرفت که نمی‌تواند به ازدواج با او راضی شود.
ژانویه ۱۹۵۲، تورینگ سی‌ونه ساله بود که با آرنولد مورِی، مرد نوزده ساله بیکار، رابطه برقرار کرد. درست پیش‌از کریسمس، تورینگ در حال قدم زدن در جاده آکسفورد منچستر بود که موری را بیرون یک سینما ملاقات و او را به ناهار دعوت کرد. ۲۳ ژانویه، به خانه تورینگ دستبرد زده شد. موری به تورینگ گفت که او و سارق با هم آشنا هستند و تورینگ دزدی را به پلیس گزارش داد. در طول تحقیقات، همجنس‌گرایی وی، فاش شد. آن سال‌ها، همجنس‌گرایی در بریتانیا جرم و بیماری روانی انگاشته می‌شد. تورینگ می‌بایست طبق قانون، میان زندان رفتن و اختگی شیمیایی (Chemical castration) یکی را برمی‌گزید؛ او دومی را برگزید. به‌دنبال آن، همه ضمانت‌های حفاظتی‌اش، لغو و از ادامهٔ کارش روی پروژه‌های رمزنگاری جلوگیری شد. تزریق مواد شیمیایی برای یک سال ادامه یافت و عوارض جانبی بسیاری از جمله رویش پستان‌ها برجای گذاشت. گفته می‌شود که این دورهٔ درمانی، در ابتلای آلن تورینگ به افسردگی شدید نیز اثر داشت و همین بود که سرانجام به خودکشی او در ژوئن ۱۹۵۴ انجامید.
در ۸ ژوئن ۱۹۵۴، خانه‌دار وی، جسد او را پیدا کرد. در کنار جسد، سیبی نیم‌خورده پیدا شد. با آن که سیب مورد آزمایش قرار نگرفت اما به این دلیل که کالبدگشایی علت مرگ را مسمومیت با سیانور نشان می‌داد، حدس زده شد این وسیله ای بوده که تورینگ به وسیله آن مسموم شده است؛ بنابراین پلیس علت مرگ را خودکشی اعلام نمود. با این حال مادر وی هرگز حکم خودکشی را نپذیرفت.

## قدردانی پس از مرگ
از ۱۹۶۶، انجمن ماشین‌های محاسباتی (ACM)، سالانه به کسی که سهم به‌سزایی در جامعهٔ محاسباتی دارد، جایزهٔ تورینگ می‌دهد. این جایزه، به‌عنوان نوبل دنیای محاسبات ماشینی شناخته می‌شود.
چندین یادبود از تورینگ در منچستر ساخته‌شده، شهری که او تا پایان عمر آنجا کار می‌کرد. ۱۹۹۴، خیابان بزرگی به‌افتخارش در منچستر نام‌گذاری شد. مجسمهٔ یادبود آلن تورینگ در سَک‌ویل پارک، ۲۳ ژوئن ۲۰۰۱ در منچستر رونمایی شد. در سک‌ویل پارک در نزدیکی دانشگاه منچستر، ۵ ژوئن ۲۰۰۴ جشنی به‌یاد او برگزار شد و تابستان آن سال، مؤسسهٔ آلن تورینگ آغاز به‌کار کرد. ساختمان شامل دانشکدهٔ ریاضی، مؤسسهٔ علمی فوتون و «مرکز جودرل بانک» اخترفیزیک ساختمان آلن تورینگ نام‌گذاری شده است.
۲۳ ژوئن ۱۹۹۸، که می‌توانست هشتاد و ششمین سال زندگی تورینگ باشد، «اندرو هاجِز» زندگی‌نامه‌نویس او، پلاک آبی خانهٔ دوران کودکی‌اش در وارینگتون کِرِسنت لندن (هتل کولونید امروزی) را رونمایی کرد. به یاد پنجاهمین سال‌مرگ او، ۷ ژوئن ۲۰۰۴، پلاکی در محل زندگی سابقش در ویلمس‌لو رونمایی شد.

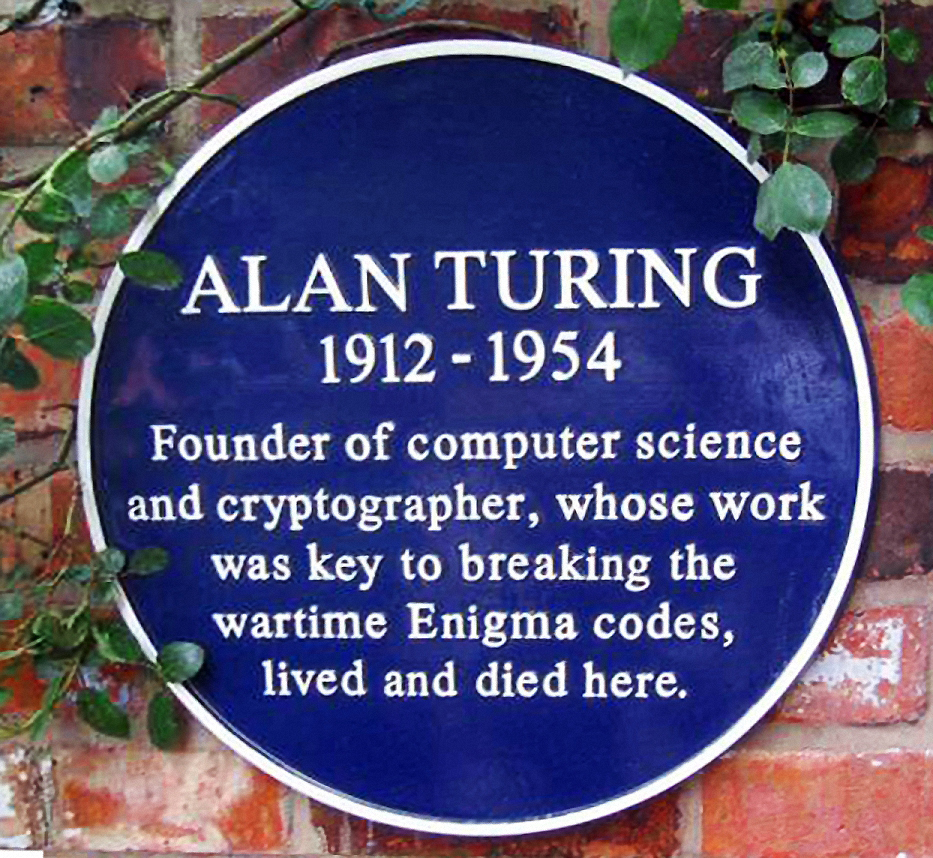
پلاک آبی منزل تورینگ

به‌سبب دستاوردهایش در علوم کامپیوتر، چندین دانشگاه یادمان‌هایی از او برپا کرده‌اند، مجسمهٔ برنزی تورینگ در دانشگاه ساری (Surrey) که به‌یاد پنجاهمین سال مرگ اوست، او را در حال حمل کتاب‌هایش در صحن دانشگاه نشان می‌دهد.
دانشگاه‌های لوس‌آندس در بوگوتا و دانشگاه پلی‌تکنیک پورتوریکو، آزمایشگاهی به‌نام وی دارند، دانشگاه تکزاس در آستین برنامه‌ای با نام «تورینگ سکالرز» دارد.
دانشگاه بیلگی استانبول سالانه کنفراسی به یاد وی برگزار می‌کند که روزهای تورینگ نامیده می‌شود.
مجسمه‌ای ۱٫۵ تنی به‌اندازه واقعی در بلچلی پارک در ۱۹ ژوئن ۲۰۰۷ رونمایی شد، که «استیون کتل» آن را به دستور میلیاردر «سیدنی فرانک» ساخت.
۲۰۱۲، به‌مناسبت صدمین سال تولد تورینگ، چندین مراسم و کنفرانس در جهان و شهرهای انگلستان برگزار شد. ۳ تیر ۱۳۹۱ در مؤسسهٔ پژوهشی حکمت و فلسفهٔ ایران نشست یک‌روزه‌ای با عنوان ذهن، منطق و محاسبه به این مناسبت برگزار شد.

## عذرخواهی دولت انگلستان و عفو ۶۰ سال پس از مرگ
در سال ۲۰۰۹، گردآوری امضا در بریتانیا برای عفو آلن تورینگ که ۱۹۵۲ به‌جرم همجنس‌گرایی محکوم شده بود، توسط جان گراهام-کامینگ (برنامه‌نویس انگلیسی) آغاز شد. گرچه گوردون براون، نخست‌وزیر وقت، از سوی دولت، از برخورد با تورینگ ابراز تأسف کرد، گردآورندگان امضا، بر عفو رسمی او پای فشردند و چندی بعد، چندهزار امضا در حمایت از خواسته‌شان گرد آوردند. تابستان ۲۰۱۲، طرح عفو آلن تورینگ در مجلس اعیان به جریان افتاد و هم‌زمان، شماری از شخصیت‌های علمی بریتانیا، در نامه‌ای به دیوید کامرون، نخست‌وزیر، خواستار حمایت دولت از آن شدند.
این طرح، اکتبر ۲۰۱۳ در مجلس اعیان تصویب شد و سپس، ۲۴ دسامبر ۲۰۱۳، با عنوان مصوبهٔ برخورداری آلن تورینگ از عفو سلطنتی، به امضای ملکهٔ وقت انگلستان رسید. این چهارمین عفو سلطنتی است که بعد از جنگ جهانی دوم صادر شده است.

## جایزهٔ تورینگ
جایزهٔ تورینگ به افتخار او نام‌گذاری شده است. این جایزه معتبرترین جایزه در علوم رایانه است که هر سال از سوی «انجمن ماشین‌های حسابگر» (ACM) داده می‌شود.

## در فرهنگ عامه

### سینما
بازی تقلید (۲۰۱۴) به کارگردانی مورتن تیلدام و بازی بندیکت کامبربچ در نقش تورینگ و کیرا نایتلی در نقش جوآن کلارک (همکار و نامزد سابق تورینگ)، دربارهٔ تورینگ و نقشش در شکستن رمز ماشین انیگما در بِلِچلی پارک است.
این فیلم در جشنواره فیلم تورنتو، «بهترین فیلم به‌انتخاب مردم» شد. مورتن تیلدام، این جایزه را افتخاری بزرگ دانست. بازی تقلید با استقبال بسیار خوب منتقدان و تماشاگران روبه‌رو و یکی از بهترین فیلم‌های ۲۰۱۴ شد. این فیلم در هشتادوهفتمین دوره اسکار نیز در هشت رشته نامزد شد، و اسکار بهترین فیلم‌نامه اقتباسی به گراهام مور رسید.
کد شکن (۲۰۱۱؛ Codebreaker)

### کتاب
کتاب آلن تورینگ: انیگما (۱۹۹۲) نوشتهٔ اندرو هاجِز به زندگی تورینگ می‌پردازد.